# Равеннський флот
Равеннський флот (лат. Classis Ravennatis) — один з основних флотів у складі давньоримського флоту часів Римської імперії, другий за значимістю після Мізенського. Базувався в Равенні, охороняв Адріатичне та Іонічне, частково схід Середземного моря. Частково діяв на заході Егейського моря. З III ст. взаємодіяв в Чорному морі спільно з Мезійським та Понтійським.

## Історія
Створено на початку принципату Октавіана Августа у 20-х роках до н. е. Він опікувався захистом адріатичного узбережжя Італії та Балкан. Десь у 45—49 роках на кораблях Равеннського флоту на Боспор було перекинуто підрозділи зі складу VIII Августового легіону під командуванням Авла Дідія Галла, легатом-пропретором Мезії, на підтримку боспорського царя Котіса I. В подальшому Равеннський флот не був задіяний в Чорному морі, як це тривалий час вважалося. З 49 року діяв боспорський і херсонеський флоти як союзні Риму.
Моряки Равеннського флоту взяли активну участь у подіях року чотирьох імператорів. Після перемоги над Отоном Вітеллій об'єднав Равенський і Мізенський флоти під командуванням Сексту Луцилія Басса. Однак ці флоти за першої нагоди перейшли 69 року на бік Веспасіана. Моряки Равеннського флоту змусили Антонія Пріма включити їх до сухопутних військ після другої битви при Бедріаку (статус легіонера був вищим, ніж у моряка, і давав право на негайне отримання римського громадянства), отримали офіційне оформлення рішенням Веспасіана від 7 березня як II Допоміжний легіон.
На початку 70-х років за наказом Веспасіана, крім його імені, був нанесений напис «Victoria Navalis» («морська перемога»). 5 квітня 71 року ветерани Равеннського флоту отримали відставку та були наділені землею у Паннонії. Того ж року імператор надав Равеннському (разом з Мізенським) флоту почесне найменування «преторія», яке поставило їх в один ряд із преторіанськими когортами імператора, і «піа віндекс» (побожний месник).
Деякі вексилляції Равеннського флоту, мабуть, брали участь у парфянському поході Траяна чи кампанії Луція Віра. Існує припущення, що на колоні Траяна зображено відправлення військ з порту Классіс (згідно з іншими версіями, це можуть бути Брундізій або Анкона) на другу війну з даками. Під час Першої Маркоманської війни частина Равеннського флоту разом з деякими флотиліями Мізенського й частиною Британського флотів під орудою Марка Валерія Максиміана забезпечувала перекидання військ, спорядження і харчів для римської армії.
192 року після загибелі імператора Коммода флот відкинув спроби Дідія Юліана дістати підтримку, перейшовши на бік Септимія Севера. Равеннський флот брав участь у кампанії останнього проти Песценнія Нігера, перекидаючи легіони на схід. Протягом наступних кількох десятиліть виконував подібні завдання під час перших римсько-перських воєн, зокрема у 214—217 роках під час походу імператора Каракалли. У Геллеспонті імператорська галера затонула, а Каракаллу врятував неназваний префект флоту. Ця подія була відзначена на монетах, де разом із імператором був зображений Серапіс, втручанню якого приписувалося порятунок.
Коли в 269 році готи великими силами, включаючи велику кількість кораблів, напали на Балканський півострів і Малу Азію, спільно з Флавієвим флотом Мезії Равенським, атакував їх і розгромив у кількох битвах. 275 року, коли готи знову були розгромлені з участю Равеннского флоту.
У 324 році брав участь у кампанії імператора Костянтина I проти імператора Ліцинія I, зокрема у вирішальній битві при Геллеспонті. Припускають, що Равеннський флот існував протягом усього IV століття, оскільки він згадується в Notitia Dignitatum, датованої кінцем IV — початком V століття. Разом з тим це ж джерело свідчить про виокремлення зі складу Равеннського флоту Венетського флоту, базою якого стала Аквілея. 
Зосим повідомляє, що в 410 році імператор Гонорій мав намір втекти з Равенни при наближенні армії Аларіха, «зібравши для цих цілей безліч кораблів у равеннській бухті».

## Характеристика
Спочатку головною базою було місто Анкона. З 39 року переміщено до порту Классіс, в лагуні на відстані 3 км від Равенни. Порт був обладнаний молами, маяком та казармами. Щоб зв'язати цей порт з Равенною та південним рукавом річки Пада, було прорито великий канал Августа (лат. fossa Augusta). У період розквіту імперії судноплавність каналу підтримували. Завдяки каналу флот міг діяти вгору за течією Пада до Плаценції і навіть до Таврини.
Від нападу з суші місто та порт були добре захищені навколишніми болотами. Для підтримки боєготовності флоту з прилеглих гірських лісів надходила деревина для кораблебудування, особливо модрина.
Стоянками флоту (лат. stationes) на Адріатиці були Аквілея (до IV ст. включно) і Салона. У Салоні виявлені написи, що відносяться до флоту; один напис датується періодом до 71 року н. е. Деякі галери розташовувалися в Брундізії. Коли в Іллірії були збудовані дороги й налагодилося сполучення між західним узбережжям Італії та східними провінціями, цей загін кораблів розформували.

### Кораблі
Равеннський флот складався з 46 суден: 2 квінкерем («Август», «Вікторія»), 6 квадрирем («Фортуна», «Меркурій», «Нептун», «Падус», «Веста», «Вікторія»), 28 трирем («Ескулап», «Аполлон», «Аквіла», «Архінікс», «Аріадна», «Август», «Кастор», «Конкордія», «Констанція», «Даная», «Данубій», «Діана», «Щастя», «Геркулес», «Марс», «Меркурій», «Мінерва», «Нептун», «Нереїда», «Мир», «Побожність», «Пінната», «Провидіння», «Сильван», «Тріумф», «Венера», «Чеснота», «Вікторія»), 5 лібурн («Амон», «Діана», «Пінната», «Сатира», «Варварина»), 5 інших суден («Клеменція», «Данубій», «Геркулес», «Меркурій», «Вікторія»).

### Склад
Чисельність особового складу поступалася Мізенському, нараховуючи за імператора Нерона понад 5000 вояків. Аналіз написів на надгробках свідчить, що в ньому переважали уродженці східних провінцій імперії. За результатами вивчення 86 надгробків (більшість з яких припадає на період 71—211 років) 42 моряки (49 %) виявилися вихідцями з північної частини Балканського півострова, 15 (17 %) — з Єгипту, Сирії, Криту та Киренаїки, 9 (10 %)) — з Малої Азії і лише 20 (23 %) — сумарно з усіх західних провінцій.
Окрім вояків були лікарі (лат. medici), зброярі (лат. armorum custodes), корніцени та трубачи (лат. cornicines, лат. tubicines, буцинатори лат. bucinatores), прапороносці (лат. signiferi, штандартники лат. vexilarii), писарі (лат. scribae) та інші штабні персонал (лат. adiutores, лат. librarii, лат. beneficiarii), стройові командири (лат. tesserarii, лат. suboptiones, опціони лат. optiones), ремонтники (лат. fabri), вітрильна команда (лат. velarii), інтенданти (лат. nauphylaces), наглядачі за веслярами (лат. celeustae, лат. pausarii) та керманичі (лат. gubernatores). Капітани кораблів називалися трієрархами (лат. trierarchus), командувачі ескадрами — навархами (лат. nauarchus), старший з яких називався першим навархом (лат. nauarchus princeps). Ці офіцери за рангом були рівними центуріонам допоміжних військ, за деякими джерелами їх називали флотськими центуріонами (лат. centuriones classiarii).
Розмір платні рядових преторіанських флотів сильно поступався легіонерському, проте вдвічі перевищував платню піхотинців допоміжних частин і моряків провінційних флотів: змінювався від 150 денарії на рік (за Августа) до 450 (за Каракалли). Префект флоту отримував 200 тис. сестерціїв на рік.

## Управління
Октавіан призначив на чолі флоту префекта (лат. praefectus classis). При Августі і Тиберії префекти призначалися серед представників стану вершників (повинен мати статок не менше 200 тис. сестерціїв) і залучалися безпосередньо з армії. За часів імператора Клавдія префекта було поставлено в один рівень із фінансовими чиновниками (прокураторами). Звання префекта тепер звучало як «procurator Augusti et praefectus classis» (прокуратор Августа і префект флоту). В результаті доступ до посади префекта отримали імператорські вільновідпущеники. Зрештою Клавдій змінив посаду префекта флоту з військової на напівадміністративну.
Напочатку 70-х років імператор Веспасіан підвищив префекта флоту зі статусу sexagenarius до ducenarius. Цей же імператор вилучив додаток «прокуратор Августа» з назви посади префекта, тим самим назавжди відсторонивши від неї вільновідпущеників. Посади префектів флотів стали одними з найвпливовіших в імперській адміністрації. За часів імператора Костянтина I, після 330 року, втратив звання преторіанського, оскільки столицю було перенесено з Риму. 
Тривалість каденції префекта не була чітко визначена. Дослідження написів дозволяє зробити висновок, що префекти ІІ століття зазвичай служили чотири-п'ять років. У I столітті префектами незмінно були італіки народження; в середини II ст. посаду також отримують провінціали.

### Очільники
| Прізвище                                         | Каденція      |  |
| ------------------------------------------------ | ------------- |  |
| Публій Палпеллій Клодій Квірінал                 | 56            |  |
| Марк Аврелій Регул                               |               |  |
| Луцій Емілій Суллектін                           |               |  |
| Секст Луцилій Басс                               | 69-71         |  |
| Корнелій Фуск                                    | 69            |  |
| Луцій Корнелій Грат                              | 100           |  |
| Марк Ульпій Марцелл                              | 119           |  |
| Луцій нумерій Альбан                             | 127           |  |
| Марк Гавій Максим                                | бл. 131/2     |  |
| Марк Кальпурній Сенека Фабій Турпіон Сентінатіан | до 134        |  |
| Фабій Сабін                                      | 139           |  |
| Валерій Пет                                      | бл. 142       |  |
| Марк Семпроній Ліберал                           | 143/144       |  |
| Тіт Фурій Вікторин                               | бл. 150       |  |
| Тутіканій Капітон                                | 152           |  |
| Квінт Баен Блассіан                              | бл. 160       |  |
| Публій Коміній Клемент                           | бл. 175       |  |
| Луцій Юлій Вегілій Грат Юліан                    | бл. 184/5     |  |
| Гней Марцій Рустій Руфін                         | між 190 і 210 |  |
| Марк Аквілій Фелікс                              | між 190 і 210 |  |
| Емілій Суллептін                                 | 202           |  |
| Клавдій Діогнет                                  | 206-209       |  |
| Марк Гонгій Несторіан                            | 213/217       |  |
| Аврелій Елпідефор                                | 221           |  |
| Валерій Оклатій                                  | 225           |  |
| Юлій …уціан                                      | 249           |  |
| Вібій Сенека                                     | після 250     |  |
| Волтіній Салонін                                 |               |  |